# Hugh Davies
Hugh Davies   (Exmouth, 23 d'abril de 1943 - Londres, 1 de gener de 2005) va ser un musicòleg, compositor i inventor d'instruments musicals experimentals.

## Història
Davies va néixer a Exmouth, Devon, Anglaterra. Després d'assistir a la Westmister School, va estudiar música al Worcester College d'Oxford de 1961 a 1964. Poc després va viatjar a Colònia, Alemanya, per treballar per a Karlheinz Stockhausen, fent d'assistent personal. Durant dos anys va reunir i documentar material per a les composicions de Stockhausen i va ser membre del seu conjunt en directe.
Del 1968 al 1971 Davies va tocar a The Music Improvisation Company. El guitarrista del grup, Derek Bailey, va escriure més tard que "l'electrònica en directe va servir per estendre la música cap endavant i cap enrere (...), Davies va ajudar a afluixar el que havia estat, fins a la seva arribada, un enfocament potser massa enriquit". També va ser membre del grup Gentle Fire, actiu des de l'any 1968 fins al 1975, especialitzat en la creació de partitures indeterminades i mòbils, així com en composicions musicals intuïtives formulades verbalment (com Aus den sieben Tagen de Stockhausen) i en la interpretació. de les seves pròpies composicions del grup.
Davies va inventar instruments musicals que va construir amb objectes domèstics. Entre ells hi havia el shozyg, un nom genèric que utilitzava per a qualsevol instrument allotjat dins d'un recipient inusual. El nom es deriva del primer d'aquests instruments, que es trobava dins del volum final d'una enciclopèdia (cobrint els temes des de SHO– fins a ZYG–).
A partir de la dècada de 1960 Davies va fer contribucions molt significatives a la documentació de la història de la música electrònica, i el 1968 va publicar un catàleg en el qual enumerava -aparentment- totes les obres de música electrònica compostes arreu del món. S'ha argumentat que, a través de la seva investigació i documentació, Davies va caracteritzar la música electrònica per primera vegada com un camp veritablement internacional i interdisciplinari.
Davies també va ser membre de l'Artist Placement Group a mitjans dels anys setanta.
Davies va ser el fundador i primer director dels Estudis de Música Electrònica a Goldsmiths, University of London de 1968 a 1986 i posteriorment va ser investigador allà mateix fins a l'any 1991.
Davies va aparèixer a l'àlbum Spirit Of Eden de 1988 del grup britànic Talk Talk.
Davies havia estat investigador i professor a temps parcial en Sonic Art al Centre for Electronic Arts, Middlesex University, Londres des de 1999 fins al final de la seva vida.

## Discografia
Sota el seu nom
- Shozyg Music For Invented Instruments (FMP, 1982)
- Interplay (FMP, 1997)
- Warming Up With The Iceman (Grob, 2001)
- Sounds Heard (FMP, 2002)
- Tapestries (Five Electronic Pieces) (Ants, 2005)
- Performances 1969 - 1977 (Another Timbre, 2008)

Amb Derek Bailey, Evan Parker i Jamie Muir
- The Music Improvisation Company (ECM, 1970) amb Christine Jeffrey
- The Music Improvisation Company 1968-1971 (Incus, 1968–71 [1976])

Amb Gentle Fire
- Gentle Fire [LP] Earle Browne, Four Systems; John Cage, Music for Amplified Toy Pianos and Music for Carillon Nos. 1-3 (performer: Graham Hearn); Christian Wolff, Edges. (Electrola LP IC 065-02 469 i Toshiba LP EAC-80295 [1974])
- Furnival, John. Ode [17-cm CPR amb un catàleg d'exposició] John Furnival, Ceolfrith Press 1 (1971).
- Gentle Fire. Group Composition IV (excerpt) [cassette included with journal], Live Electronics, Contemporary Music Review, 6 No. 1, (1991).
- Gentle Fire. Group Composition VI (excerpt) [CD included with journal], Not Necessarily English Music, Leonardo Music Journal, Volum 11, (Cambridge MA: MIT Press, 2001)
- Orton, Richard. concert music 5, 17cm LP inclòs al llibre Approach to Music, Vol. 3, (Oxford, UK,: Oxford University Press, 1971)
- Stokhausen, Karlheinz. Sternklang, Polydor LP 2612031 (2 LPs) (1976); republicat a Stockhausen Gesamtausgabe CD 18A-B (2 CDs) (1992) (amb 16 intèrprets més)